# John B. Watson
John Broadus Watson, född 9 januari 1878, död 25 september 1958, var en amerikansk psykolog och professor vid Johns Hopkins University 1908-1920.

## Biografi
Watson lanserade den psykologiska strömningen behaviorismen år 1914  , som innebar att psykologin blev en objektiv och experimentell gren bland naturvetenskaperna med målet att förutsäga och kontrollera beteenden. Han anses tillsammans med B.F. Skinner vara en av förhandsfigurerna inom kognitiv beteendeterapi.
Watson ansåg att människans själsliv är omöjligt att studera med vetenskapliga metoder. Han fann det omotiverat att beskriva människans själsliv utan att beakta det som påverkas av och utövar påverkan på detta; människans biologi och omgivning. Detta var vid 1900-talets början en mycket kontroversiell syn, som dels var en reaktion på förhärskande psykologiska teorier som tillämpade introspektion för att beskriva hur människan fungerar. Watson blev upphovsman till den behavioristiska riktningen inom psykologin. Enligt den kan människans beteende styras med hjälp av belöning och straff. Behaviorismen var en central riktning inom psykologin, vid sidan om psykoanalysen från början av 1900-talet ända fram till 1960-talet då den gav vika för den kognitiva revolutionen.
Ett av Watsons mest kända experiment är experimentet med den 11 månader gamla Albert, som orsakade stor publicitet. Watson lät den lilla Albert leka med försöksråttorna i hans laboratorium. En dag när Albert lekte med en vit råtta slog Watson ett slag med en järnstång. Ljudet av detta skrämde lilla Albert och efter denna händelse grundades en rädsla för råttor. Albert hade alltså förknippat det läskiga ljudet med råttor. Senare märkte man också att experimentet hade lett till att Albert blev rädd för vita hundar, kaniner och till och med pälsjackor, något som inom behaviorismen kallas generalisering.